# NGC 2071
NGC 2071 是一個反射星雲，位於獵戶座。威廉·赫歇爾於1784年1月1日發現NGC 2071。NGC 2071是星雲群的一部分，該星雲群還包括M78、NGC 2064和NGC 2067。
恆星HD 290861位於NGC 2071的中心，照明反射星雲。該區域包含數個赫比格-哈羅天體，顯示恆星形成正在進行。